# Vreta, Östervåla
Vreta är en by i Östervåla socken, Heby kommun.
Vreta omtalas första gången i ett utdrag från Våla häradsting 1418 (wrætum), bevarat endast i form av en 1600-talsavskrift. Namnet är en pluralform av det fornsvenska vreter som betyder "utstakat, begränsat område" eller "enstaka inhägnat åkerland". Under 1500-talet omfattar byn tre hela mantal skattejord. I samband med storskiftet 1766 fanns tre bönder som brukare av Norrgården, tre bönder på Mellangården och två på Södergården. Vretaån eller Harboån som den heter då den rinner genom Harbo socken, och Huddungeån då den rinner genom Huddunge socken, kallas Vretaån då den rinner genom Östervåla socken, då den passerar över Vretas ägor. På ägorna har bland annat funnits torpen Erikberg som även kallats Fåfängan, som en tid var soldattorp för roten 301 för Vreta vid Västmanlands regemente. Soldatnamnet var Vretling efter byn. Här har även funnits ett äldre soldattorp, kallat Vretlings torp. Eriktorp avsöndrades från Vreta 1904 och fastigheten kallas nu Ängsberg. Bland övriga torp märks Granö och Korsvägen, ibland kallat Sofiedal, även om det även funnits ett annat torp med samma namn, Skräddars som även kallats Lars-Ols och Nybyggens.